# Rothmühle (Bad Neualbenreuth)
Rothmühle ist ein Dorf im oberpfälzischen Landkreis Tirschenreuth.

## Geografie
Rothmühle liegt im Oberpfälzer Wald nahe der Grenze zur Tschechischen Republik. Das Dorf ist ein Gemeindeteil des Marktes Bad Neualbenreuth und liegt 12 Kilometer nordöstlich der Stadt Tirschenreuth sowie eineinhalb Kilometer südlich von Bad Neualbenreuth.

## Geschichte
Das bayerische Urkataster zeigt Rothmühle in den 1810er Jahren als ein Dorf mit einem knappen Dutzend Herdstellen, dessen kleiner Ortskern knapp südwestlich des Muglbaches lag. Abseits vom Ortskern (ca. 200 Meter nordöstlich davon) liegt Schloss Ernestgrün, zu dessen Hofkomplex auch eine Hammermühle gehört.
Vom Mittelalter bis kurz nach der Mitte des 19. Jahrhunderts gehörte Rothmühle zur Fraisch oder Frais, einem Gebiet, das der gemeinsamen Gerichtsbarkeit der Stadt Eger und des Stiftes Waldsassen unterstand. Das Gebiet der Neualbenreuther Fraisch überdauerte die Säkularisation in Bayern, die Rechtsnachfolge des Stiftes Waldsassen trat das Königreich Bayern an. Erst als das Königreich und das Kaisertum Österreich 1862 den Wiener Vertrag abschlossen, endete die Existenz dieses Kondominiums. Seit dem 19. Jahrhundert bildet das Dorf einen Gemeindeteil der Gemeinde Neualbenreuth. Im Jahr 1970 lebten 52 Einwohner in Rothmühle, 1987 waren es 34.